# Teletoon+ (Pologne)
Teletoon+ (anciennement Minimax et ZigZap) est une chaîne de télévision polonaise appartenant au groupe Canal+. La chaîne est la version polonaise de Télétoon+.

## Histoire
À l'origine, Minimax a été lancé en 1994 en Espagne pour CanalSatélite, puis revendu en 1998 à Fox Kids.
Le 16 avril 1999, MultiThématiques a lancé Minimax en Pologne, puis la chaîne a été étendu à d'autres pays d'Europe de l'Est (Hongrie et Roumanie).
Un bloc de programmation Game One a été ajouté le 1er août 1999 de 20h à minuit, diffusant des émissions sur du jeu vidéo et des animés. Le bloc a été renommé Hyper le 1er septembre 2001.
La chaîne avait deux autres blocs :
MiniKaruzela pour les préscolaires, du 24 décembre 2000 au 10 avril 2004, remplacé par la chaîne MiniMini ; et MaxiStrefa (à partir de janvier 2002) pour les jeunes de plus de 12 ans.
Le 16 octobre 2004, Minimax est renommé ZigZap en Pologne, le Groupe Canal+ revendant Minimax et ses versions hors-Pologne à Chellomedia.
Le 1er octobre 2011, ZigZap est devenu Teletoon+. Sa version en Haute Définition de la chaîne est lancée le 11 novembre 2011, tout comme les nouvelles chaînes + du groupe.
Hyper+ a disparu le 1er juillet 2014, Teletoon+ continue de diffuser une émission sur le jeu vidéo, Teletoon+ Play.

## Programmes
Teletoon+ diffuse des dessins animés, des films et des magazines. Beaucoup de programmes sont repris de la chaîne française dont toutes les ré-créations originales Canal+.
Le soir, des séries en prise de vues réelles et des émissions sont diffusés. Teletoon+ a produit des séries originales comme Radiowęzeł 13 i pół.
La chaîne émet de 5h à 2h.

## Logos

Logo de Minimax
Logo du 16 octobre 2004 au 13 février 2008
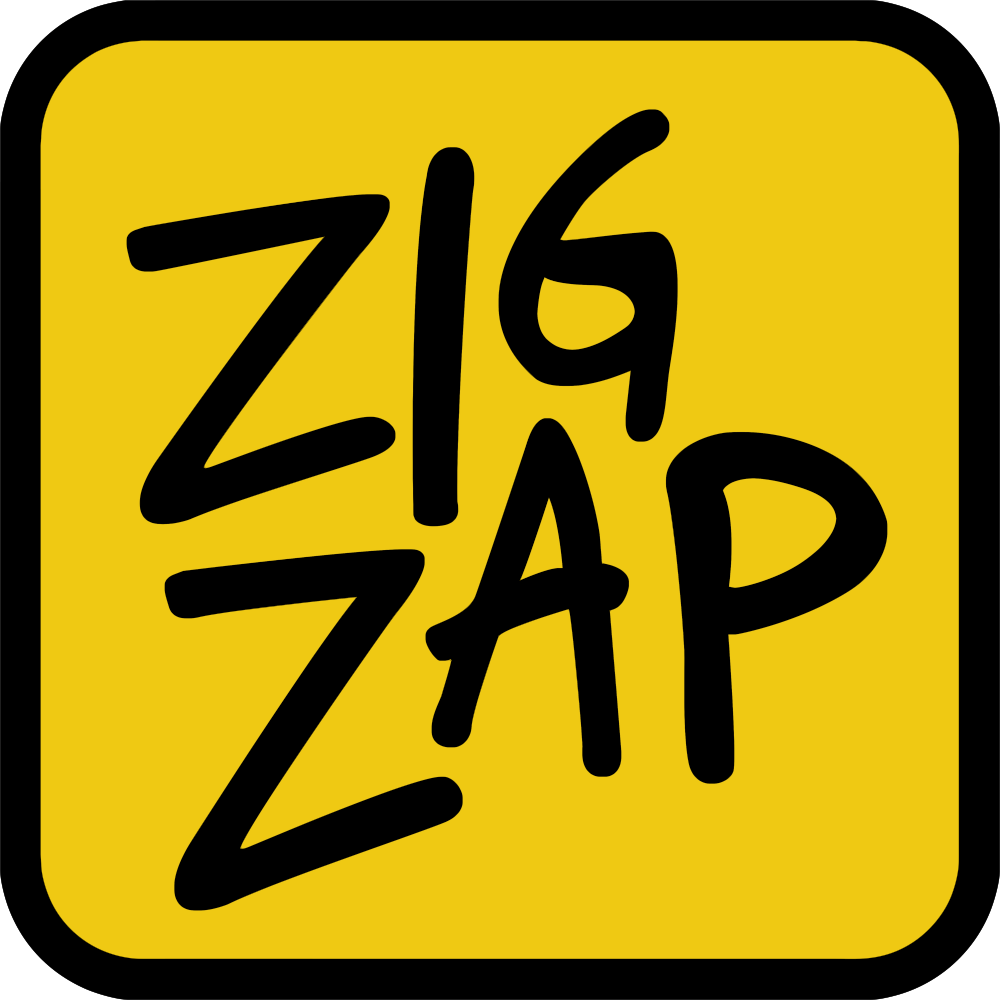
Logo du 14 février 2008 au 30 septembre 2011
Logo du 1er octobre 2011 au 1er septembre 2014.
Logo Teletoon+ HD du 1er octobre 2011 au 1er septembre 2014.
Logo depuis le 1er septembre 2014.

## Diffusion
La chaîne est disponible via l'opérateur Platforma Canal+ en qualité standard et en Haute Définition sur les canaux 91 et 105. Elle est aussi disponible chez divers opérateurs câble tels que UPC Pologne et Vectra en qualité standard, la version HD étant exclusive à Cyfra+.